# 徳山大島テレビ中継局
徳山大島テレビ中継局（とくやまおおしまテレビちゅうけいきょく）は、山口県周南市の旧徳山市大島に置かれていたテレビ中継局である。

## 概要
- 当中継局は、周南市大島字本庄浦に置かれ、大平山からの電波が届きにくい大島地区とその周辺をカバーする。
- 当初は、2010年にデジタル中継局も設置される予定だったが、県域親局（大平山）の電波でカバーできるため、民放は置局不要となった[1]。また、NHKについては2010年に共聴・ケーブルへの接続でカバーする[2]。詳細は地上デジタルテレビ放送中継局ロードマップを参照。

## 地上アナログテレビジョン放送放送設備
| 放送局名      | チャンネル | 空中線電力          | ERP                 | 放送対象地域 | 放送区域内世帯数 | 偏波面   | 開局年月日       | 閉局年月日    |
| ------------- | ---------- | ------------------- | ------------------- | ------------ | ---------------- | -------- | ---------------- | ------------- |
| NHK山口総合   | 55ch       | 映像100mW /音声25mW | 映像1.3W /音声320mW | 山口県       | 不明             | 水平偏波 | 不明             | 2011年7月24日 |
| NHK山口教育   | 51ch       | 映像100mW /音声25mW | 映像1.3W /音声320mW | 全国         | 不明             | 水平偏波 | 不明             | 2011年7月24日 |
| KRY山口放送   | 58ch       | 映像100mW /音声25mW | 映像1.3W /音声320mW | 山口県       | 不明             | 水平偏波 | 1983年8月30日    | 2011年7月24日 |
| tysテレビ山口 | 61ch       | 映像100mW /音声25mW | 映像1.3W /音声330mW | 山口県       | 不明             | 水平偏波 | 1990年代前半ごろ | 2011年7月24日 |

- yab山口朝日放送にはチャンネルが割り当てられていなかった。